# Ешлі (округ, Арканзас)
Шаблон:StateAbbr_ 33°12′32″ пн. ш. 91°47′43″ зх. д. / 33.208888888889° пн. ш. 91.795277777778° зх. д.
Округ Ешлі (англ. Ashley County) — округ (графство) у штаті Арканзас. Ідентифікатор округу 05003.

## Історія
Округ утворений 1848 року.

## Демографія
За даними перепису
2000 року
загальне населення округу становило 24209 осіб, зокрема міського населення було 11966, а сільського — 12243.
Серед мешканців округу чоловіків було 11687, а жінок — 12522. В окрузі було 9384 домогосподарства, 6910 родин, які мешкали в 10615 будинках.
Середній розмір родини становив 3,02.
Віковий розподіл населення поданий у таблиці:
| Стать    | До 15 років | 15-21 | 22-29 | 30-39 | 40-49 | 50-65 | 65-85 | Понад 85 |
| -------- | ----------- | ----- | ----- | ----- | ----- | ----- | ----- | -------- |
| Чоловіки | 2663        | 1199  | 1132  | 1649  | 1656  | 2035  | 1218  | 135      |
| Жінки    | 2657        | 1163  | 1251  | 1689  | 1656  | 2117  | 1702  | 287      |

## Виноски
1. ↑  U.S. Decennial Census. United States Census Bureau. Архів оригіналу за 26 квітня 2015. Процитовано 25 серпня 2015.
2. ↑  Historical Census Browser. University of Virginia Library. Архів оригіналу за 11 серпня 2012. Процитовано 25 серпня 2015.
3. ↑  Forstall, Richard L., ред. (27 березня 1995). Population of Counties by Decennial Census: 1900 to 1990. United States Census Bureau. Архів оригіналу за 24 вересня 2015. Процитовано 25 серпня 2015.
4. ↑  Census 2000 PHC-T-4. Ranking Tables for Counties: 1990 and 2000 (PDF). United States Census Bureau. 2 квітня 2001. Архів оригіналу (PDF) за 18 грудня 2014. Процитовано 25 серпня 2015.
5. ↑  State & County QuickFacts. United States Census Bureau. Архів оригіналу за 10 січня 2016. Процитовано 19 травня 2014.
6. ↑  American FactFinder. Бюро перепису населення США. Архів оригіналу за 21 травня 2008. Процитовано 31 січня 2008.

| США | Це незавершена стаття з географії США. Ви можете допомогти проєкту, виправивши або дописавши її. |